# Draft 1980 de la NFL
1979 1981
La draft 1980 de la NFL est la procédure par laquelle les équipes de la National Football League (NFL) sélectionnent des joueurs de football américain universitaire. Elle a lieu du 29 au 30 avril 1980 à l'hôtel Sheraton (en) de New York dans l'état de New York,.
La ligue organise également organisé une draft supplémentaire après la régulière et avant le début de la saison.
Ce projet est remarquable en tant que premier projet diffusé intégralement par le réseau naissant ESPN (apparu sept mois plus tôt) et le premier à être télévisé.

## Draft
La Draft se compose de 12 tours, qui permettent 28 choix chacun (soit un par équipe en principe). L'ordre des franchises est normalement décidé pour chaque tour par leurs résultats au cours de la saison précédente : plus une équipe réussit sa saison, plus son choix de draft sera tardif, et inversement. Par exemple, les Lions de Détroit et les 49ers de San Francisco, avec les pires bilans de la saison 1979, avec 2 victoire contre 14 défaites, obtiennent le premier choix de draft de chaque tour à tour de rôle. À l'inverse les Steelers de Pittsburgh, vainqueurs du Super Bowl XIV et donc champions en titre, obtiennent le dernier choix de chaque tour.
Les choix de draft peuvent aussi être échangés entre les équipes, contre d'autres choix de draft ou même des joueurs, ce qui explique que certaines franchises aient plusieurs choix ou même aucun durant un tour.

Les franchises peuvent enfin recevoir des choix de compensations en fin de tour, qui permettent à des équipes ayant perdu plus de joueurs qu'ils ne pouvaient en acquérir à l'inter-saison d'effectuer une sélection supplémentaire.Légende :
- ° : Intronisé au Pro Football Hall of Fame
- † : Joueur sélectionné pour le Pro Bowl

### 1ertour
Les joueurs choisis au premier tour :
| Choix | Équipe                             | Joueur           | Position         | Université                       | Notes                       |
| ----- | ---------------------------------- | ---------------- | ---------------- | -------------------------------- | --------------------------- |
| 1     | Lions de Détroit                   | Billy Sims †     | Running back     | Sooners de l'Oklahoma            | ,                           |
| 2     | Jets de New York                   | Lam Jones        | Wide receiver    | Longhorns du Texas               | 49ers → Jets,               |
| 3     | Bengals de Cincinnati              | Anthony Muñoz °  | Offensive tackle | Trojans d'USC                    |                             |
| 4     | Packers de Green Bay               | Bruce Clark †    | Defensive tackle | Nittany Lions de Penn State      |                             |
| 5     | Colts de Baltimore                 | Curtis Dickey    | Running back     | Aggies de Texas A&M              |                             |
| 6     | Cardinals de Saint-Louis           | Curtis Greer     | Defensive end    | Wolverines du Michigan           |                             |
| 7     | Falcons d'Atlanta                  | Junior Miller †  | Tight end        | Cornhuskers du Nebraska          |                             |
| 8     | Giants de New York                 | Mark Haynes †    | Cornerback       | Buffaloes du Colorado            |                             |
| 9     | Vikings du Minnesota               | Doug Martin      | Defensive Tackle | Huskies de Washington            |                             |
| 10    | Seahawks de Seattle                | Jacob Green †    | Defensive End    | Aggies de Texas A&M              | Bills → Seahawks,           |
| 11    | Chiefs de Kansas City              | Brad Budde       | Offensive guard  | Trojans d'USC                    |                             |
| 12    | Saints de La Nouvelle-Orléans      | Stan Brock       | Offensive tackle | Buffaloes du Colorado            |                             |
| 13    | 49ers de San Francisco             | Earl Cooper      | Fullback         | Owls de Rice                     | Jets → 49ers                |
| 14    | Patriots de la Nouvelle-Angleterre | Roland James     | Safety           | Volunteers du Tennessee          |                             |
| 15    | Raiders d'Oakland                  | Marc Wilson      | Quarterback      | Cougars de BYU                   | Browns → Raiders,           |
| 16    | Bills de Buffalo                   | Jim Ritcher †    | Centre           | Wolfpack de North Carolina State | Raiders → Seahawks, → Bills |
| 17    | Rams de Los Angeles                | Johnnie Johnson  | Safety           | Longhorns du Texas               | Seahawks → Browns, → Rams,  |
| 18    | Redskins de Washington             | Art Monk °       | Wide receiver    | Orange de Syracuse               |                             |
| 19    | Bears de Chicago                   | Otis Wilson †    | Linebacker       | Cardinals de Louisville          |                             |
| 20    | 49ers de San Francisco             | Jim Stuckey      | Defensive tackle | Tigers de Clemson                | Broncos → Jets, → 49ers     |
| 21    | Dolphins de Miami                  | Don McNeal       | Cornerback       | Crimson Tide de l'Alabama        |                             |
| 22    | Buccaneers de Tampa Bay            | Ray Snell        | Offensive guard  | Badgers du Wisconsin             |                             |
| 23    | Eagles de Philadelphie             | Roynell Young †  | Cornerback       | Braves d'Alcorn State            |                             |
| 24    | Colts de Baltimore                 | Derrick Hatchett | Cornerback       | Longhorns du Texas               | Cowboys → Colts,            |
| 25    | Patriots de la Nouvelle-Angleterre | Vagas Ferguson   | Running back     | Fighting Irish de Notre-Dame     | Oilers → Patriots,          |
| 26    | Packers de Green Bay               | George Cumby     | Linebacker       | Sooners de l'Oklahoma            | Chargers → Packers,         |
| 27    | Browns de Cleveland                | Charles White †  | Running back     | Trojans d'USC                    | Rams → Browns,              |
| 28    | Steelers de Pittsburgh             | Mark Malone      | Quarterback      | Sun Devils d'Arizona State       |                             |

#### Échanges1ertour
1. ↑    1. 2 Les Jets échangent deux choix de premier tour (13e et 20e) avec les 49ers, pour un choix de premier tour (2e).
2. ↑    1. 10 Seattle échange des choix de premier et troisième tours (16e et 71e) avec Buffalo, pour un choix de premier tour (10e).
3. ↑    1. 13 voir #2 49ers → Jets
4. ↑    1. 15 Cleveland a la sélection no 15 lors de ce tour mais ne fait pas de choix, permettant à Oakland de monter de la seizième à la quinzième place.
5. ↑    1. 16 Oakland a la sélection no 16 mais obtient le quinzième choix dû au fait que Cleveland (15e) ne choisit personne. Les Browns n'effectuant pas de choix non plus en seizième position, Seattle obtient ce choix.
6. ↑    1. 16 voir #10 Bills → Seahawks
7. ↑    1. 17 Après avoir perdu leur tours pour les choix 15 et 16, Cleveland obtient finalement la 17e position.
8. ↑    1. 17 Les Rams échangent leurs choix de premier, deuxième, quatrième et cinquième tours (27e, 54e, 109e et 116e) avec les Browns, pour un choix de premier tour (17e).
9. ↑    1. 20 Les Jets envoient Matt Robinson (en) aux Broncos pour Craig Penrose (en) ainsi que des choix de premier et deuxième tours (20e et 47e).
10. ↑    1. 20 voir #2 49ers → Jets
11. ↑    1. 24 Baltimore envoie John Dutton à Dallas pour des choix de premier et deuxième tours (24e et 51e).
12. ↑    1. 25 Les Patriots envoient Leon Gray (en) aux Oilers pour des choix de premier et sixième tours (25e et 160e).
13. ↑    1. 26 Green Bay envoie Willie Buchanon (en) à San Diego pour un choix de septième tour (184e) de la draft 1979 et un choix de premier tour en 1980 (26e).
14. ↑    1. 27 voir #17 Browns → Rams

### Joueurs notables sélectionnés dans les tours suivants
| Choix | Équipe                             | Joueur               | Position         | Université                     | Notes             |
| ----- | ---------------------------------- | -------------------- | ---------------- | ------------------------------ | ----------------- |
| 29    | Bills de Buffalo                   | Joe Cribbs (en) †    | Running back     | Tigers d'Auburn                | 49ers → Bills,    |
| 32    | Colts de Baltimore                 | Ray Donaldson (en) † | Centre           | Bulldogs de la Géorgie         |                   |
| 39    | 49ers de San Francisco             | Keena Turner (en) †  | Linebacker       | Boilermakers de Purdue         | Vikings → 49ers,  |
| 41    | Saints de La Nouvelle-Orléans      | Dave Waymer (en) †   | Safety           | Fighting Irish de Notre-Dame   |                   |
| 42    | Broncos de Denver                  | Rulon Jones (en) †   | Defensive end    | Aggies d'Utah State            | Browns → Broncos, |
| 43    | Raiders d'Oakland                  | Matt Millen †        | Linebacker       | Nittany Lions de Penn State    |                   |
| 48    | Dolphins de Miami                  | Dwight Stephenson °  | Centre           | Crimson Tide de l'Alabama      |                   |
| 69    | Jets de New York                   | Lance Mehl (en) †    | Linebacker       | Nittany Lions de Penn State    |                   |
| 70    | Rams de Los Angeles                | LeRoy Irvin (en) †   | Cornerback       | Jayhawks du Kansas             | Raiders → Rams,   |
| 73    | Patriots de la Nouvelle-Angleterre | Steve McMichael †    | Defensive tackle | Longhorns du Texas             |                   |
| 114   | Chiefs de Kansas City              | Carlos Carson (en) † | Wide receiver    | Tigers de LSU                  | Colts → Chiefs,   |
| 157   | Broncos de Denver                  | Keith Bishop (en) †  | Offensive guard  | Bears de Baylor                |                   |
| 165   | Steelers de Pittsburgh             | Tunch Ilkin (en) †   | Offensive tackle | Sycamores d'Indiana State      |                   |
| 166   | Lions de Détroit                   | Eddie Murray †       | Kicker           | Green Wave de Tulane           |                   |
| 201   | Falcons d'Atlanta                  | Al Richardson (en) † | Linebacker       | Yellow Jackets de Georgia Tech |                   |
| ND    | Seahawks de Seattle                | Dave Krieg (en) †    | Quarterback      | Wildcats de Milton (en)        |                   |
| ND    | Redskins de Washington             | Jeff Bostic (en) †   | Centre           | Tigers de Clemson              |                   |

#### Échanges tours suivants
1. ↑    1. 29 Buffalo envoie O.J. Simpson à San Francisco pour des choix de deuxième et troisième tours de la draft 1978 (38e et 65e), des choix de premier et quatrième tours de la draft 1979 (1er et 83e) et un choix de deuxième tour de la draft 1980 (29e).
2. ↑    1. 39 Les 49ers échangent un choix de deuxième tour (30e) avec les Vikings pour des choix de deuxième et troisième tours (39e et 65e).
3. ↑    1. 42 Denver envoie Lyle Alzado (en) à Cleveland pour des choix de deuxième et cinquième tours en 1980 (42e et 136e) et un choix de troisième tour en 1981 (75e).
4. ↑    1. 70 Les Rams envoient Monte Jackson aux Raiders pour un choix de premier tour de la draft 1979 (19e), un choix de troisième tour de la draft 1980 (70e) et un choix de deuxième tour de la draft 1981 (56e).
5. ↑    1. 114 Kansas City envoie Mark Bailey à Baltimore pour un choix de cinquième tour (114e).

### Draft supplémentaire
Des drafts supplémentaires sont organisées avant le début de la saison régulière. Pour chaque joueur sélectionné dans la draft supplémentaire, l’équipe perd son choix lors de ce tour dans la draft de la saison suivante. Les Falcons décident de faire un choix de septième tour et les Chargers un choix de neuvième tour.
| Tour | Équipe                | Joueur              | Position      | Université                        | Note |
| ---- | --------------------- | ------------------- | ------------- | --------------------------------- | ---- |
| 7    | Falcons d'Atlanta     | Matthew Teague (en) | Linebacker    | Panthers de Prairie View A&M (en) | ,    |
| 9    | Chargers de San Diego | Bill Mullins        | Wide receiver | Trojans d'USC                     | ,    |